# Корнуолл (аеропорт)
Аеропорт Корнуолл (англ. Newquay Airport, (IATA: NQY, ICAO: EGHQ)) —  провідний аеропорт Корнуолла, Англія, розташований за 7,4 км NE від міста Ньюквей на північному узбережжі Корнуолла.

## Авіалінії та напрямки, травень 2023
| Авіакомпанія           | Пункт призначення                                                                   |
| ---------------------- | ----------------------------------------------------------------------------------- |
| Aer Lingus Regional    | Дублін Сезонно: Белфаст-Сіті                                                        |
| Eastern Airways        | Східний Мідландс, Лондон–Гатвік Сезонно: Гамберсайд                                 |
| easyJet                | Сезонні: Глазго, Манчестер                                                          |
| Edelweiss Air          | Сезонний: Цюрих                                                                     |
| Eurowings              | Сезонний: Дюссельдорф                                                               |
| Isles of Scilly Skybus | Сент-Меррі                                                                          |
| Loganair               | Манчестер Сезонний: Единбург, Ньюкасл                                               |
| Ryanair                | Аліканте, Дублін, Малага Сезонний: Единбург (з 4 червня 2023) Фару, Лондон–Станстед |
| Scandinavian Airlines  | Сезонно: Копенгаген (з 30 червня 2023)                                              |

## Статистика
Див. джерело запитів Вікіданих та джерела.